# Yizhuang, Hebei
Yizhuang Xiang (kinesiska: 依庄乡, 依庄) är en socken i Kina. Den ligger i provinsen Hebei, i den norra delen av landet, omkring 380 kilometer söder om huvudstaden Peking. Antalet invånare är 27 969. Befolkningen består av 14 179 kvinnor och 13 790 män. Barn under 15 år utgör 26,0 %, vuxna 15-64 år 66 %, och äldre över 65 år 6,0 %.
Genomsnittlig årsnederbörd är 618 millimeter. Den regnigaste månaden är juli, med i genomsnitt 214 mm nederbörd, och den torraste är januari, med 4 mm nederbörd.